# Hamid Zénati
Hamid Zénati (* 1944 in Constantine, Algerien; † 14. März 2022 in München) war ein deutsch-algerischer Textilkünstler.

## Leben
Zénati wuchs in Algier auf. Seine Kindheit war geprägt vom Algerienkrieg. Die verschiedenen Sprachen, Kulturen und Architekturen prägten seine spätere Kunst. Er lernte Deutsch am Goethe-Institut in Algier von 1963 bis 1965. 1965 kam Zénati nach München, wo er bis 1968 am Sprachen- & Dolmetscher Institut studierte und bis 1971 an einem Programm zum Übersetzen aus dem Französischen zum Deutschen teilnahm. Von 1971 bis 1973 studierte er Fotografie an der Bayerischen Staatslehranstalt für Photographie. Danach arbeitete er als Übersetzer in Algerien. Er lebte über viele Jahre hinweg sowohl in Deutschland als auch in Algerien, weil sein Aufenthaltsstatus in der EU lange ungeklärt blieb. 2022 verstarb er in München.

## Wirken
Zénatis Kunst reichte von Malerei über Textilien, Innen- und Modedesign bis hin zur Fotografie, stets angetrieben von einem anarchischen Schaffensdrang. Seit 1985 nutzte er vornehmlich Textilien für seine Kunst, weil er mit den Grenzen des Zeichnens auf Papier unzufrieden war. Er verkörperte hierbei vor allem die Nordafrikanische Moderne sowie den Japanischen Textilstil. Er experimentiere ab den 2000er Jahren außerdem mit 3D-Formen aus Keramik, Glas oder Holz. Um sich zu inspirieren, reiste er oft nach Indonesien.
Seine Arbeiten wurde unter anderem im Münchener Haus der Kunst und im Nottingham Contemporary ausgestellt. 2024/2025 zeigte das Museum Angewandte Kunst in Frankfurt am Main Werke von Hamid Zénati im Dialog mit der Sammlung des Hauses.